# Marcus Allen
Marcus LeMarr Allen (San Diego, 26 marzo 1960) è un ex giocatore di football americano statunitense che ha militato nel ruolo di running back per i Los Angeles Raiders e i Kansas City Chiefs della National Football League (NFL). È stato introdotto nella Pro Football Hall of Fame nel 2003 ed è l'unico giocatore della storia ad aver vinto il titolo nazionale al college, l'Heisman Trophy, il Super Bowl e i premi di MVP della NFL e del Super Bowl.

## Carriera universitaria
Al college, Allen giocò a football alla University of Southern California, rimanendo nei primi due anni nell'ombra del titolare Charles White. Dal terzo anno (1981) divenne titolare e nell'anno successivo, l'ultimo nel college football, ottenne grandi risultati, vincendo molte classifiche e numerosi premi, tra cui il prestigioso Heisman Trophy, assegnato al miglior giocatore dell'anno.

## Carriera professionistica
Al Draft NFL 1982, Allen fu la 10ª scelta assoluta da parte dei Los Angeles Raiders. Anche se la sua stagione da rookie fu accorciata per uno sciopero dei giocatori, Allen corse 697 yard e guidò i Raiders al miglior record della AFC, 8-1, venendo premiato come rookie offensivo dell'anno. La sua squadra perse contro i New York Jets nei divisional playoff.
L'anno successivo, Allen superò per la prima volta le mille yard corse, cose che fece anche nelle due annate successive. Durante la stagione 1985 corse 1.759 yard e segnò 11 touchdown, portando i Raiders alla vittoria della division con un record di 12-4 e venendo premiato come MVP della NFL.

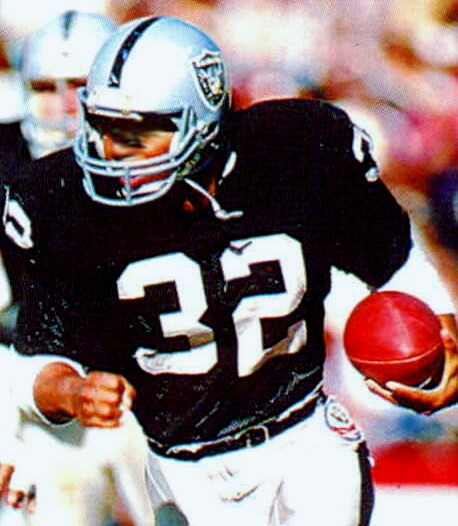
Allen con i Raiders

Allen è ricordato anche per la sua prestazione nel Super Bowl XVIII del 22 gennaio 1984 in cui corse per 191 yard, ricevette 2 passaggi da 18 yarde segnò due touchdown nella vittoria dei Raiders per 38-9 sui Washington Redskins. La sua gara incluse un touchdown dopo una corsa da 74 yard, che rimase la più lunga nella storia del Super Bowl finché nel Super Bowl XLIII James Harrison dei Pittsburgh Steelers ritornò un intercetto per 100 yard in touchdown. Le 191 yard corse da Allen rimasero un primato dell'evento finché Timmy Smith dei Redskins ne corse 204 nel Super Bowl XXII. Con la vittoria di quella gara, Allen si unì al ristretto numero di giocatori vincitori dell'Heisman Trophy e del premio di MVP del Super Bowl (Roger Staubach, Jim Plunkett e in seguito Desmond Howard). Inoltre, Allen giocò una delle migliori serie di playoff di sempre per un running back. Il 1º gennaio 1984, corse 121 yard e 2 touchdown in sole tredici corse contro i Pittsburgh Steelers. Una settimana dopo corse 154 yard e segnò un touchdown su ricezione. Complessivamente, nei playoff di quell'anno, Allen corse 466 yard e segnò cinque touchdown.
Nelle stagioni successive coi Raiders, Allen ebbe un rapporto burrascoso col proprietario Al Davis che scaturì da una disputa contrattuale, con Davis che arrivò a definirlo "un cancro per la squadra". Dopo avere perso la maggior parte della stagione 1989 per un infortunio al ginocchio, Allen fu relegato per le tre stagioni successive al ruolo di riserva. Il rapporto di Allen con Davis raggiunse il suo punto più basso nel dicembre 1992. Durante una partita del Monday Night Football contro i Dolphins, fu trasmessa una sua intervista con Al Michaels in cui Allen affermò: "Penso che lui [Davis] voglia tentare di rovinare l'ultima parte della mia carriera. Sta cercando di non farmi entrare nella the Hall of Fame. Non vuole che io giochi".

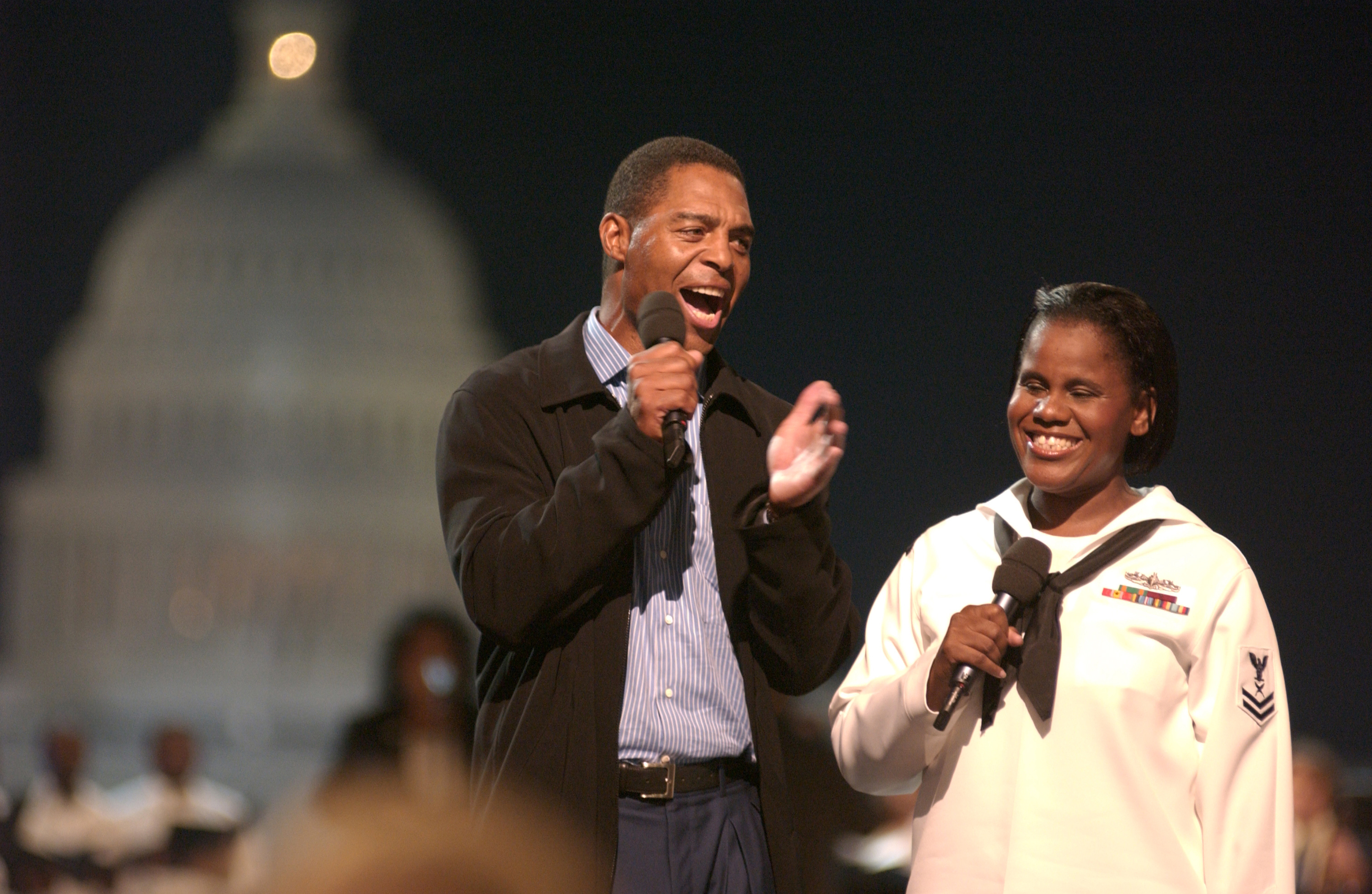
Allen nel 2003 mentre presenta Aretha Franklin prima di un concerto.

Allen alla fine lasciò Los Angeles e si unì ai Kansas City Chiefs nel 1993. Anche se corse solo 764 yard quell'anno, guidò la AFC con 12 touchdown segnati e assieme a Joe Montana portò i Chiefs in finale di conference. Allen andò a segno in entrambe le gare di playoff quell'anno, venendo premiato con l'NFL Comeback Player of the Year Award. Giocò con i Chiefs per altre quattro stagioni, guidando la squadra in yard corse in ognuna di esse tranne l'ultima. Durante i suoi anni a Kansas City, i Chiefs vinsero più gare nella stagione regolare di qualsiasi altra squadra della NFL. Durante la sua carriera, divenne il primo giocatore della storia a correre 10.000 yard e a guadagnarne altre 5.000 su ricezione.

## Palmarès

### Franchigia
- Super Bowl : 1

Los Angeles Raiders: XVIII,
- American Football Conference Championship: 1

Los Angeles Raiders: 1983

### Individuale
- MVP del Super Bowl: 1

1983
- MVP della NFL: 1

1985
- Miglior giocatore offensivo dell'anno della NFL: 1

1985
- Convocazioni al Pro Bowl: 6

1982, 1984, 1985, 1986, 1987, 1993
- First-Team All-Pro: 2

1982, 1985
- Second-Team All-Pro: 1

1984
- NFL Comeback Player of the Year Award: 1

1993
- Rookie offensivo dell'anno - 1982
- PFWA All-Rookie Team - 1982
- Heisman Trophy - 1981
- Maxwell Award - 1981
- Walter Camp Award - 1981
- Club delle 10.000 yard corse in carriera
- Pro Football Hall of Fame
- College Football Hall of Fame
- Classificato al n. 85 tra i migliori cento giocatori di tutti i tempi da NFL.com
- Numero 33 ritirato dagli USC Trojans

## Statistiche
|        | Corse   | Corse | Corse  | Corse | Corse | Corse | Ricezioni | Ricezioni | Ricezioni | Ricezioni | Ricezioni |
| Anno   | Squadra | Ten   | Yard   | Media | Max   | TD    | Ric       | Yard      | Media     | Max       | TD        |
| ------ | ------- | ----- | ------ | ----- | ----- | ----- | --------- | --------- | --------- | --------- | --------- |
| 1982   | LA      | 160   | 697    | 4.4   | 53    | 11    | 38        | 401       | 10.6      | 51        | 3         |
| 1983   | LA      | 266   | 1,014  | 3.8   | 74    | 9     | 68        | 590       | 8.7       | 36        | 2         |
| 1984   | LA      | 275   | 1,168  | 4.2   | 52    | 13    | 64        | 758       | 11.8      | 92        | 5         |
| 1985   | LA      | 380   | 1,759  | 4.6   | 61    | 11    | 67        | 555       | 8.3       | 44        | 3         |
| 1986   | LA      | 208   | 759    | 3.6   | 28    | 5     | 46        | 453       | 9.8       | 36        | 2         |
| 1987   | LA      | 200   | 754    | 3.8   | 44    | 5     | 51        | 410       | 8.0       | 39        | 0         |
| 1988   | LA      | 223   | 831    | 3.7   | 32    | 7     | 34        | 303       | 8.9       | 30        | 1         |
| 1989   | LA      | 69    | 293    | 4.2   | 15    | 2     | 20        | 191       | 9.6       | 26        | 0         |
| 1990   | LA      | 179   | 682    | 3.8   | 28    | 12    | 15        | 189       | 12.6      | 30        | 1         |
| 1991   | LA      | 63    | 287    | 4.6   | 26    | 2     | 15        | 131       | 8.7       | 25        | 0         |
| 1992   | LA      | 67    | 301    | 4.5   | 21    | 2     | 28        | 277       | 9.9       | 40        | 1         |
| 1993   | KAN     | 206   | 764    | 3.7   | 39    | 12    | 34        | 238       | 7.0       | 18        | 3         |
| 1994   | KAN     | 189   | 709    | 3.8   | 36    | 7     | 42        | 349       | 8.3       | 38        | 0         |
| 1995   | KAN     | 207   | 890    | 4.3   | 38    | 5     | 27        | 210       | 7.8       | 20        | 0         |
| 1996   | KAN     | 206   | 830    | 4.0   | 35    | 9     | 27        | 270       | 10.0      | 59        | 0         |
| 1997   | KAN     | 124   | 505    | 4.1   | 30    | 11    | 11        | 86        | 7.8       | 18        | 0         |
| Totale | —       | 3,022 | 12,243 | 4.1   | 74    | 123   | 587       | 5,411     | 9.2       | 92        | 21        |

Fonte:

### Record NFL
- Stagioni consecutive con più di un touchdown segnato: 16 - (condiviso con Irving Fryar)
- Stagioni consecutive con un touchdown su corsa: 16
- Stagioni consecutive con più di un touchdown su corsa: 16
- Giocatore più anziano ad avere segnato 10 o più touchdown in una stagione: 37 anni